# Pontarmé
Pontarmé ist eine französische Gemeinde mit 896 Einwohnern (Stand: 1. Januar 2022) im Département Oise in der Region Hauts-de-France. Pontarmé gehört zum Arrondissement Senlis und zum Kanton Senlis. Die Einwohner werden Pontarméens genannt.

## Geographie
Pontarmé ist ein kleiner Vorort südwestlich von Senlis im Wald von Chantilly. Umgeben wird Pontarmé von den Nachbargemeinden Avilly-Saint-Léonard im Norden, Senlis im Norden und Nordosten, Mont-l’Évêque im Osten und Nordosten, Thiers-sur-Thève im Osten und Südosten, La Chapelle-en-Serval im Süden, Orry-la-Ville im Südwesten sowie Chantilly im Westen und Nordwesten.

## Bevölkerungsentwicklung
| 1962                      | 1968 | 1975 | 1982 | 1990 | 1999 | 2006 | 2013 |
| ------------------------- | ---- | ---- | ---- | ---- | ---- | ---- | ---- |
| 412                       | 398  | 405  | 473  | 644  | 585  | 664  | 846  |
| Quelle: Cassini und INSEE |      |      |      |      |      |      |      |

## Sehenswürdigkeiten
Siehe auch: Liste der Monuments historiques in Pontarmé
- Kirche Saint-Pierre
- Schloss Pontarmé, ursprünglich aus dem 12. Jahrhundert, seit 1986 Monument historique

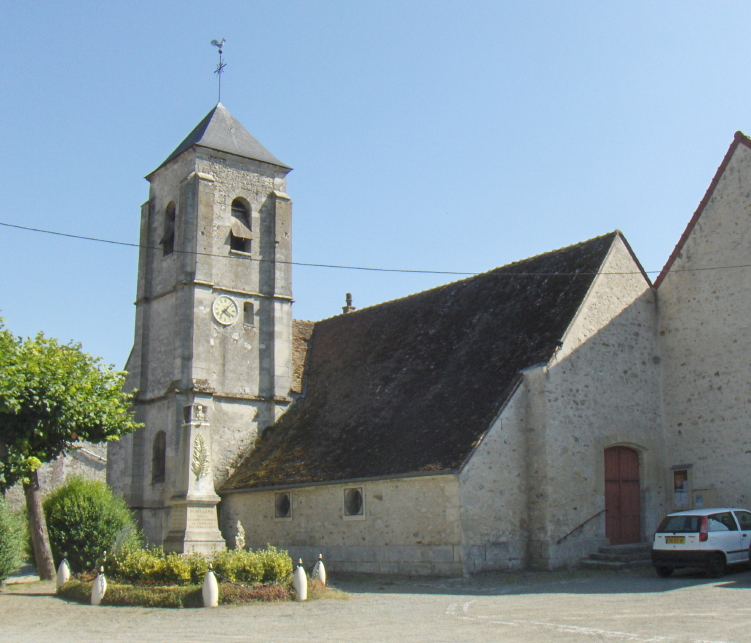
Kirche Saint-Pierre
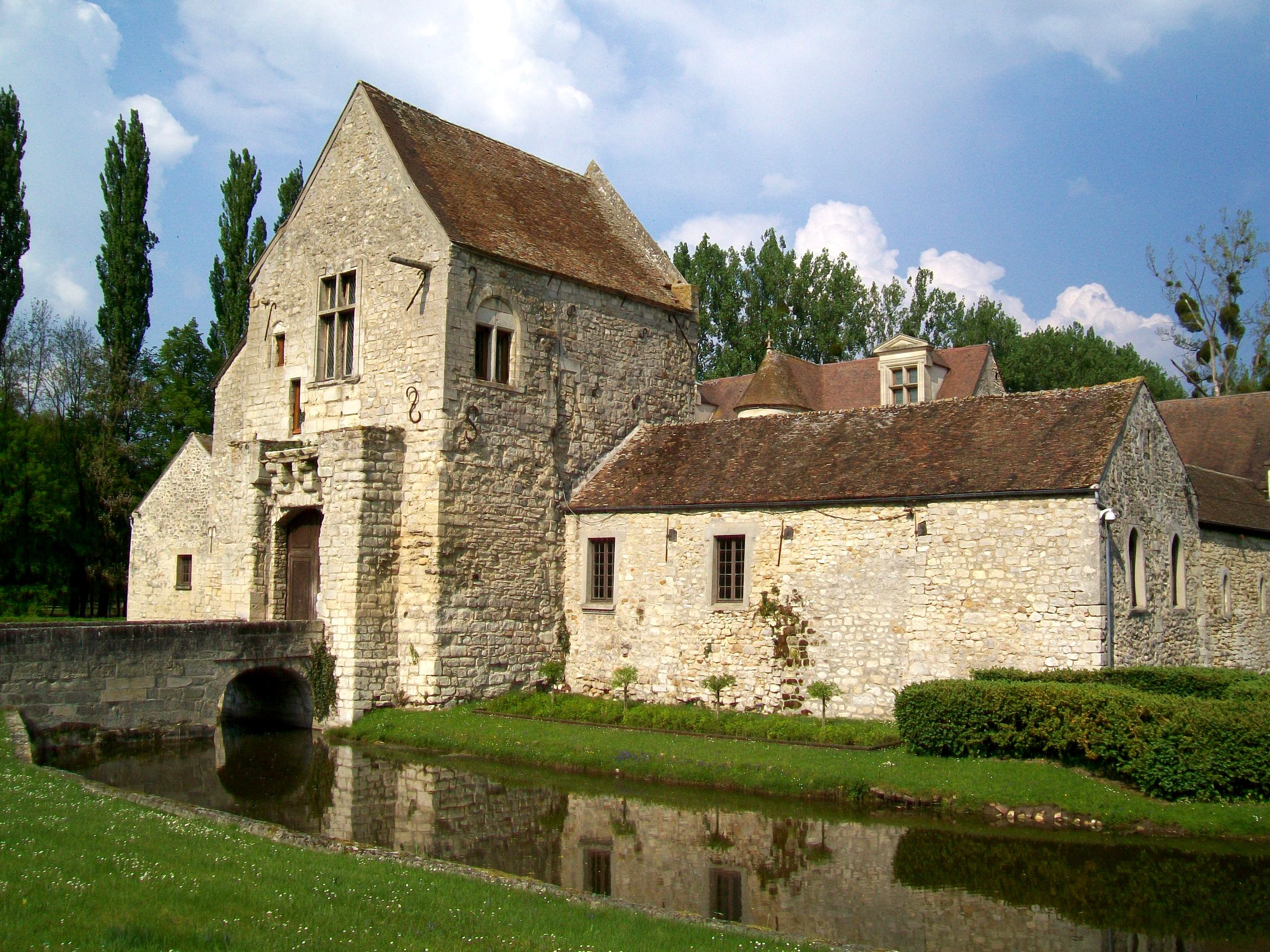
Schloss Pontarmé